# Jerzy Wojnowski
Jerzy Wojnowski, pseud. „Motor” (ur. 17 września 1915 w Skarżysku-Kamiennej, zm. 28 stycznia 1944 przy Przełęczy Witosławskiej) – podporucznik Wojska Polskiego, agent wywiadu niemieckiego. Odznaczony Krzyżem Walecznych. Zdrajca AK, zastrzelony za współpracę z Gestapo. 

## Życiorys
Był synem Bronisława Wojnowskiego i Marii Kowalskiej. Edukację zakończył jako absolwent Szkoły Podchorążych Rezerwy Saperów w Centrum Wyszkolenia Saperów w Twierdzy Modlin, uzyskując stopień kaprala podchorążego rezerwy. Następnie wraz z żoną zamieszkał w Brześciu nad Bugiem. Pracował jako szofer w nadleśnictwie Brześć. Przed wybuchem wojny na ochotnika wstąpił w szeregi Wojska Polskiego i podczas wojny obronnej w 1939 roku uczestniczył w walkach w okolicy Brześcia i Żabinki.
W czasie okupacji niemieckiej związał się z konspiracyjną organizacją w Brześciu nad Bugiem o charakterze narodowym Zbigniewa Słonczyńskiego. W 1942 organizacja została podporządkowana kapitanowi Alfredowi Paczkowskiemu. W 1943 uczestniczył w akcji na więzienie w Pińsku dowodzonej przez por. Jana Piwnika, po której odznaczony został Krzyżem Walecznych. Kiedy odkryto, że Wojnowski jest agentem gestapo ps. Garibaldi, został aresztowany przez por. Eugeniusza Kaszyńskiego Nurta na kwaterze w Milejowicach. Po przesłuchaniu i przyznaniu się do współpracy z gestapo, rozstrzelano go z rozkazu generała Nila 28 stycznia 1944 przy drodze prowadzącej na Przełęcz Witosławską (wyrok wykonał Tomasz Waga ps. Szort).